# Киселица (дърво)
Вижте пояснителната страница за други значения на Киселица.
Киселицата (Malus sylvestris), или дивата ябълка, е дърво до 15 m; младите клонки към върха са овласени, понякога скъсените завършват с бодли; пъпките са прилепнали към клонките, с три овласени люспи; листата са до 10 cm, ситно назъбени, цветовете са събрани в сенниковидни съцветия, бели или розови; плодовете са зелени или жълтозелени, сферични, имат горчиво-кисел вкус; среща се из храсталаците и по-светлите гори в долния и средния пояс до 1000 m.

## Други
На киселицита е наречена улица в квартал „Симеоново“ в София (Карта).